# Tour de França de 1985
L'edició del Tour de França de 1985, 72a edició de la cursa francesa, es disputà entre el 28 de juny i el 21 de juliol de 1985, amb un recorregut de 4.109 km distribuïts en un pròleg i 22 etapes, de les quals una amb dos sectors. D'aquestes, cinc foren contrarellotges, una per equips i quatre individuals.
Hi van prendre part divuit equips de deu corredors cadascun, finalitzant cinc d'ells complets.
Una lesió al genoll impedí al vigent campió, Laurent Fignon, prendre-hi part. Això va fer que Bernard Hinault fos el principal favorit per guanyar el seu cinquè Tour. Hinault no defraudà i aconseguí el que seria el seu darrer Tour, tot igualant la marca assolida per Eddy Merckx i Jacques Anquetil. Aquesta és la darrera victòria francesa fins avui.
Hinault hagué de lluitar més contra les adversitats de les caigudes que no pas contra els seus rivals. Una caiguda en l'arribada a Saint-Étienne li provocà una fractura al nas que gairebé el va obligar a abandonar la cursa. Finalment conquerí la victòria amb menys de dos minuts respecte al seu company d'equip l'estatunidenc Greg LeMond.
Greg LeMond, amb la seva victòria a la 21a etapa va obtenir la primera victòria estatunidenca al Tour de França, mentre que Stephen Roche va ser el primer irlandès al podi. Un jove Miguel Indurain hi va participar per primera vegada, però va abandonar a la 4a etapa.

## Resultats

### Classificació general
| Classificació General                   | Classificació General | Classificació General | Classificació General |
| --------------------------------------- | --------------------- | --------------------- | --------------------- |
| 1.                                      | Bernard Hinault       | França                | 113h 24' 23"          |
| 2.                                      | Greg LeMond           | Estats Units          | + 1' 42"              |
| 3.                                      | Stephen Roche         | Irlanda               | + 4' 29"              |
| 4.                                      | Sean Kelly            | Irlanda               | + 6' 26"              |
| 5.                                      | Phil Anderson         | Austràlia             | + 7' 44"              |
| 6.                                      | Pedro Delgado         | Espanya               | + 11' 53"             |
| 7.                                      | Luis Herrera          | Colòmbia              | + 12' 53"             |
| 8.                                      | Fabio Parra           | Colòmbia              | + 13' 35"             |
| 9.                                      | Eduardo Chozas        | Espanya               | + 13' 56"             |
| 10.                                     | Steve Bauer           | Canadà                | + 14' 57"             |
| 180 participants, 144 acabaren la cursa |                       |                       |                       |

### Gran Premi de la Muntanya
| 1r | Luis Herrera  | 440 pts |
| 2n | Pedro Delgado | 274 pts |
| 3r | Robert Millar | 270 pts |

### Classificació de la Regularitat
| 1r | Sean Kelly    | 334 pts |
| 2n | Greg LeMond   | 332 pts |
| 3r | Stephen Roche | 279 pts |

### Classificació per equips
| 1r | La Vie Claire |

### Altres classificacions
| Millor Jove         | Fabio Parra    |
| Combativitat        | Maarten Ducrot |
| Esprints intermedis | Jozef Lieckens |

### Etapes
| Etapa  | Data         | Recorregut                          | km         | Guanyador            | Líder             |
| Pròleg | 28 de juny   | Plumelec-Plumelec                   | 6,8 (CRI)  | Bernard Hinault      | Bernard Hinault   |
| 1ª     | 29 de juny   | Vannes-Lanester                     | 256        | Rudy Matthijs        | Eric Vanderaerden |
| 2ª     | 30 de juny   | Lorient-Vitré                       | 242        | Rudy Matthijs        | Eric Vanderaerden |
| 3ª     | 1 de juliol  | Vitré-Fougères                      | 73 (CRE)   | La Vie Claire        | Eric Vanderaerden |
| 4ª     | 2 de juliol  | Fougères-Pont-Audemer               | 239        | Gerrit Solleveld     | Kim Andersen      |
| 5ª     | 3 de juliol  | Neufchâtel-en-Bray-Roubaix          | 224        | Henri Manders        | Kim Andersen      |
| 6ª     | 4 de juliol  | Roubaix-Reims                       | 221,5      | Francis Castaing     | Kim Andersen      |
| 7ª     | 5 de juliol  | Reims-Nancy                         | 217,5      | Ludwig Wijnants      | Kim Andersen      |
| 8ª     | 6 de juliol  | Sarrebourg-Estrasburg               | 75 (CRI)   | Bernard Hinault      | Bernard Hinault   |
| 9ª     | 7 de juliol  | Estrasburg-Épinal                   | 173,5      | Maarten Ducrot       | Bernard Hinault   |
| 10ª    | 8 de juliol  | Épinal-Pontarlier                   | 204,5      | Jørgen-Vagn Pedersen | Bernard Hinault   |
| 11ª    | 9 de juliol  | Pontarlier-Morzine-Avoriaz          | 195        | Luis Herrera         | Bernard Hinault   |
| 12ª    | 10 de juliol | Morzine-Lans-en-Vercors             | 269        | Fabio Parra          | Bernard Hinault   |
| 13ª    | 11 de juliol | Villard-de-Lans-Villard-de-Lans     | 31,8 (CRI) | Eric Vanderaerden    | Bernard Hinault   |
| 14ª    | 13 de juliol | Autrans-Saint-Étienne               | 179        | Luis Herrera         | Bernard Hinault   |
| 15ª    | 14 de juliol | Saint-Étienne-Aurillac              | 237,5      | Eduardo Chozas       | Bernard Hinault   |
| 16ª    | 15 de juliol | Aurillac-Tolosa                     | 247        | Frédéric Vichot      | Bernard Hinault   |
| 17ª    | 16 de juliol | Tolosa-Luz-Ardiden                  | 209,5      | Pedro Delgado        | Bernard Hinault   |
| 18ª a  | 17 de juliol | Luz-Saint-Sauveur-Coll d'Aubisque   | 52,5       | Stephen Roche        | Bernard Hinault   |
| 18ª b  | 17 de juliol | Laruns-Pau                          | 83,5       | Régis Simon          | Bernard Hinault   |
| 19ª    | 18 de juliol | Pau-Bordeus                         | 203        | Eric Vanderaerden    | Bernard Hinault   |
| 20ª    | 19 de juliol | Montpon-Ménestérol-Llemotges        | 225        | Johan Lammerts       | Bernard Hinault   |
| 21ª    | 20 de juliol | Llac de Vaciviéra-Llac de Vaciviéra | 47,5 (CRI) | Greg LeMond          | Bernard Hinault   |
| 22ª    | 21 de juliol | Orleans-París                       | 196        | Rudy Matthijs        | Bernard Hinault   |